# 聖彼得和保羅教堂

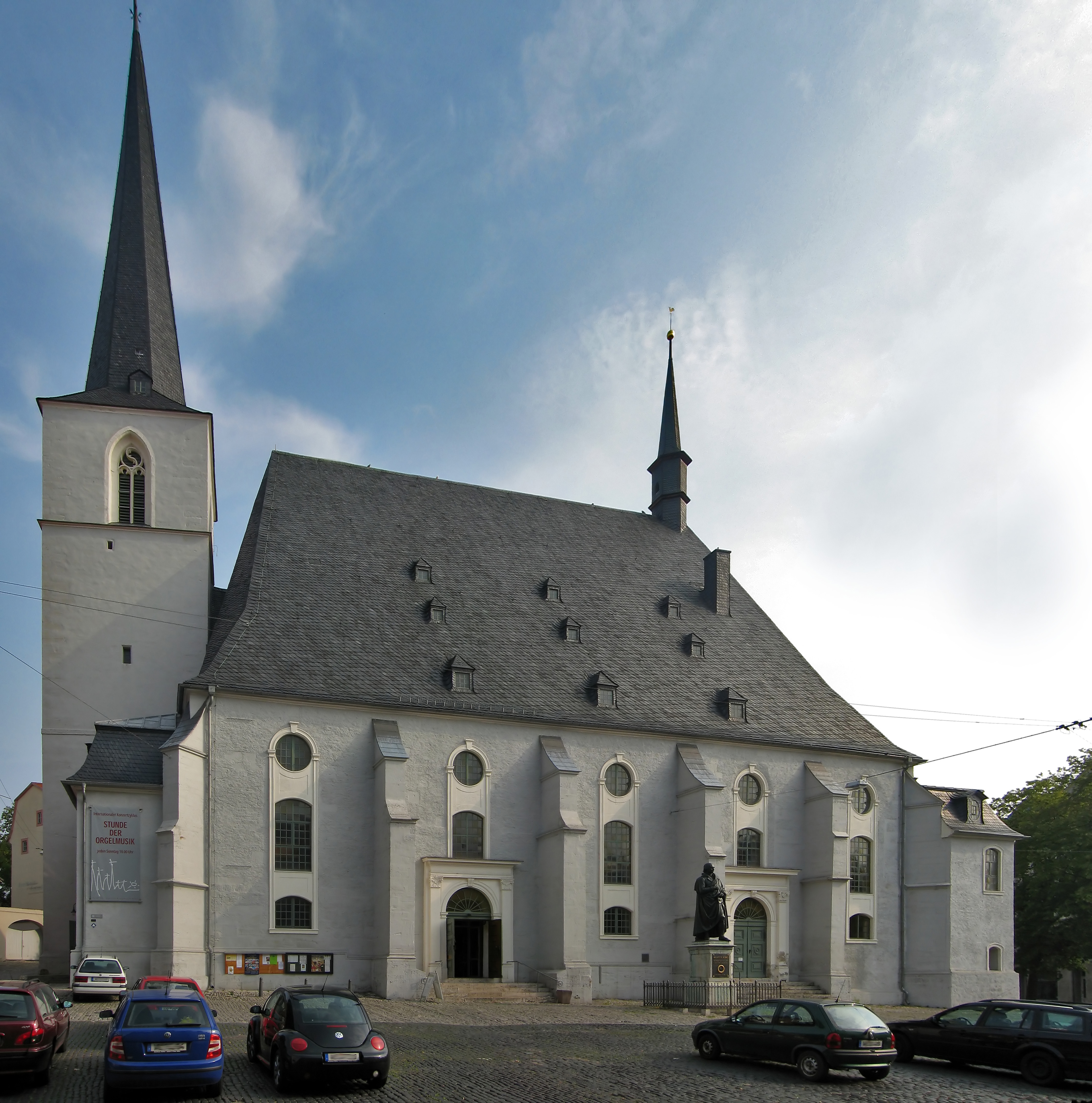
聖彼得和保羅教堂

聖彼得和保羅教堂 （德語：St. Peter und Paul）是位於德國圖林根州城市威瑪的一座教堂，也是威瑪最重要的一座教堂。自從1525年宗教改革之後，這座教堂是信義宗的教堂。現在聖彼得和保羅教堂被列入世界文化遺產威瑪的組成部分。